# فردریک گوتکونست
فردریک گوتکونست، ( به انگلیسی: Frederick Gutekunst زاده ۲۵ سپتامبر ۱۸۳۱ – درگذشته ۲۷ آوریل ۱۹۱۷) یک عکاس چهره آمریکایی اهل فیلادلفیا، پنسیلوانیا بود. او اولین استودیوی عکاسی پرتره خود را با برادرش در سال ۱۸۵۴ افتتاح کرد و به مدت شصت سال با موفقیت تجارت خود را اداره کرد. او در طول جنگ داخلی آمریکا به شهرت ملی رسید و تجارت خود را به دو استودیو و یک عملیات چاپ فتوتایپ بزرگ گسترش داد. او به دلیل پرتره های باکیفیت از شخصیت های برجسته و مشاهیر به عنوان «رئیس عکاسان آمریکایی» شناخته می شود. او به‌عنوان عکاس رسمی راه‌آهن پنسیلوانیا کار می‌کرد و برای عکس‌هایش از میدان نبرد گتیسبرگ و یک عکس پانورامای نوآورانه سه متری از نمایشگاه صدمین سالگرد شهرت ملی و بین‌المللی، جایزه دریافت کرد.

## گالری
- لوکرتیا موت
- آبراهام نیلکون
- گروور کلیولند
- ویلیام لوید گاریسون
- کارولین استیل اندرسون